# Krystyna Rawska
Krystyna Bronisława Rawska-Krzemińska (ur. 12 marca 1950) – polska samorządowiec i prawnik, radca prawny, w latach 1990–1996 prezydent Świętochłowic.

## Życiorys
Absolwentka Wydziału Prawa i Administracji Uniwersytetu Śląskiego, kształciła się podyplomowo w zakresie: prawa i administracji, działania banków uniwersalnych oraz zarządzania opieka zdrowotną. Uzyskała uprawnienia radcy prawnego, specjalizowała się w zakresie prawa pracy i ubezpieczeń społecznych. Została członkiem Zespołu Ekspertów ds. Osób Starszych przy Rzeczniku Praw Obywatelskich, brała też udział w pracach nad rządowymi projektami w zakresie polityki senioralnej.
Od 1990 do 2006 przez cztery kadencje zasiadała w świętochłowickiej radzie miejskiej. Od 27 maja 1990 do 30 maja 1996 zajmowała stanowisko prezydent miasta, zrezygnowała z niego po utracie większości w radzie i nieudzieleniu jej absolutorium. Od 15 do 28 listopada 2001 zajmowała stanowisko przewodniczącej rady miejskiej. W 2010 ponownie ubiegała się o miejską prezydenturę z ramienia KW Aktywni dla Świętochłowic, zajęła 5 miejsce na 7 kandydatów. W tym samym roku została szefową Uniwersytetu Trzeciego Wieku w Świętochłowicach.
Była żoną Jacka (zm. 2013).